# Perry Ellis (créateur de mode)
 (février 2019).
Le contenu est difficilement compréhensible vu les erreurs de traduction, qui sont peut-être dues à l'utilisation d'un logiciel de traduction automatique.
Pour les articles homonymes, voir Perry Ellis et Ellis.
Perry Edwin Ellis, né le 3 mars 1940 à Portsmouth (Virginie) et mort le 30 mai 1986 à Manhattan, est un créateur de mode américain qui a fondé sa maison de vêtements de sport au milieu des années 1970.
L'influence d'Ellis sur l'industrie de la mode a été qualifiée de « tournant décisif » car il a introduit de nouveaux motifs et de nouvelles proportions sur un marché dominé par les vêtements pour hommes plus traditionnels.

## Biographie

### Jeunesse
Perry Ellis est né à Portsmouth (Virginie) le 3 mars 1940, fils unique d'Edwin et de Winifred Rountree Ellis. Son père était propriétaire d'une entreprise de production de charbon et de mazout domestique, ce qui permettait à la famille de vivre confortablement dans la classe moyenne. Perry est diplômé de la Woodrow Wilson High School de Portsmouth, en Virginie, en 1957. Il a ensuite étudié au Collège de William et Mary à Williamsburg (Virginie) et a obtenu son diplôme en administration des affaires en 1961. Pour éviter la conscription, il s'est enrôlé dans la réserve des gardes-côtes des États-Unis, dont six mois de service actif,. Il a obtenu une maîtrise en commerce de détail de l'université de New York en 1963.

### Carrière
Perry Ellis a débuté dans la grande distribution à Richmond (Virginie) pour acquérir de l'expérience dans le secteur de la mode en tant qu'acheteur et marchandiseur au magasin Miller - Rhoads. Pendant son séjour, il a cofondé le magasin de détail A Richmond, à Richmond. Il a ensuite rejoint la société de vêtements de sport John Meyer de Norwich à New York. Finalement, au milieu des années 1970, il est contacté par son employeur de l’époque, The Vera Companies, célèbre pour ses tailleurs en polyester à double maille, afin de leur créer une collection de mode. Peu de temps après, il présente sa première ligne de vêtements de sport pour femmes, appelée Portfolio, en novembre 1976. Bien qu’il ne puisse pas esquisser, il sit exactement comment l’industrie fonctionne.
Perry Ellis, avec la société mère des sociétés Vera, Manhattan Industries, a fondé sa propre entreprise, Perry Ellis International, en 1978. Il a ouvert son showroom sur la Septième Avenue à New York. En tant que président et designer principal de la société, il a ensuite développé Perry Ellis Menswear Collection ; - marqué par « des classiques non traditionnels et modernes ». Peu à peu, il a ajouté des chaussures, des accessoires, des fourrures et du parfum qui portent tous son nom.
Au cours des années 1980, la société a continué à se développer et à inclure divers labels tels que Perry Ellis Collection et Perry Ellis Portfolio. En 1982, elle comptait plus de 75 employés. En 1984, Perry Ellis America a été créée en coopération avec Levi Strauss. En 1985, il a relancé sa gamme de produits Portfolio, moins coûteux. Au début des années 1980, les revenus de gros[Quoi ?] s’élevaient à environ 60 millions de dollars. En 1986, ce chiffre était passé à environ 260 millions de dollars.
Perry Ellis a été président du Conseil des créateurs de mode américains (CFDA) de 1984 à 1986.

### Vie privée
En 1981, Perry Ellis commence une relation avec l'avocat Laughlin Barker (1948 - 2 janvier 1986). Plus tard cette année-là, Ellis nommz Barker président de la division Licences de Perry Ellis International. Ils sont restés ensemble jusqu'à la mort de Barker en janvier 1986.
En février 1984, Perry Ellis et son ami de longue date, producteur de télévision et écrivain Barbara Gallagher, ont conçu un enfant ensemble par insémination artificielle. Leur fille, Tyler Alexandra Gallagher Ellis, est née en novembre 1984. Ellis a acheté une maison pour Gallagher et leur fille à Brentwood (Los Angeles). En 2011, Tyler a lancé sa première ligne de sacs à main sous le nom de Tyler Alexandra.

### Maladie et mort
En octobre 1985, des rumeurs selon lesquelles Perry Ellis aurait contracté le sida ont commencé à faire surface lorsqu'il est apparu sur un podium à la fin d'un défilé de mode d'automne. À ce moment-là, Ellis avait perdu beaucoup de poids et paraissait beaucoup plus âgé. Vers la même époque, Laughlin Barker, le partenaire d'Ellis, suivait une chimiothérapie pour le sarcome de Kaposi, un cancer lié au sida qui s'est ensuite métastasé aux poumons. Ellis continua de nier qu'il était malade, mais les rumeurs sur sa maladie persistaient après un évanouissement dans une file d'attente lors d'une soirée à l'Institut du costume en décembre 1985. Le 2 janvier 1986, Barker est décédé d'un cancer du poumon au domicile du couple à Manhattan. Après la mort de Barker, la santé d'Ellis a rapidement décliné. En mai 1986, Ellis a contracté une encéphalite virale qui lui causa une paralysie d'un côté du visage. Malgré son apparence, il a tenu à se présenter à son défilé de mode d'automne qui s'est tenu à New York le 8 mai. À la fin du spectacle, il a tenté de marcher sur la piste pour son dernier arc, mais était tellement faible qu'il a dû être soutenu par deux assistants. Ce fut sa dernière apparition publique. Ellis a été hospitalisé peu de temps après et est tombé dans le coma. Il est décédé des suites d'une encéphalite virale le 30 mai 1986. Un porte-parole de la société Ellis n'a pas voulu dire si le décès du créateur était lié au sida, déclarant : « C'étaient les souhaits de Perry ».
La plupart des journaux ont omis les rumeurs sur le SIDA de la notice nécrologique de Perry Ellis et ont simplement attribué sa mort à une encéphalite. En août 1986, Patricia Morrisroe, écrivain du magazine New York, a écrit un article sur Ellis dans lequel elle a conclu que « beaucoup de gens croient qu'Ellis est atteint du sida et, compte tenu des éléments de preuve, cela semble probable ».  Dans un article publié en 1993 par Associated Press, Ellis figurait sur la liste des victimes du sida les plus connues.

## Héritage
En 1986, le prix annuel Perry Ellis, désormais appelé Swarovski Emerging Talent Award, a été créé pour rendre hommage aux talents émergents dans le monde des créateurs de mode pour hommes et pour femmes. Le premier designer à le recevoir fut David Cameron.
Bien qu'il ait travaillé comme designer pendant moins d'une décennie, plus de 25 ans après sa mort, son travail « est toujours considéré comme incroyablement influent ».
En 1999, la société textile Supreme International, établie à Miami, a acheté la marque Perry Ellis à Salant, titulaire de la licence de Perry Ellis, qui l’a acquise de Manhattan Industries en 1986. Supreme s’est renommée Perry Ellis International et la société est devenue négociée au NASDAQ sous Pery. Perry Ellis International est également propriétaire et licencié d'autres marques de mode notables, telles que Original Penguin de Munsingwear, Cubavera, C & C Californie, Rafaella, Laundry de Shelli Segal, Ben Hogan, Jantzen, Nike Swim et Callaway, entre autres.
À l'aube du XXIe siècle, le nom de Perry Ellis a continué à se développer. S'appuyant sur les styles proposés par Ellis, la marque a poursuivi sa croissance, collaboré avec d'autres créateurs, tels que Duckie Brown, et a été acclamée par la critique.

## Prix
- Perry Ellis a remporté huit prix Coty entre 1979 et 1984, sa dernière année.
- Il a reçu le prix de la mode du Conseil des créateurs de mode des États-Unis (CFDA) en 1981.
- Lors de la remise des prix CFDA au Lincoln Center de New York en 1986, Ellis reçut un hommage spécial à titre posthume.
- En 2002, Perry Ellis a été honorée avec une plaque commémorative en bronze blanc encastrée sur le trottoir de la Septième Avenue à New York sur le Fashion Walk of Fame situé sur la partie de la Septième Avenue et appelé « Fashion Avenue ».